# Aire urbaine de Saumur
L'aire urbaine de Saumur est une aire urbaine française centrée sur l'unité urbaine de Saumur. Composée de dix-sept communes de Maine-et-Loire, elle comptait 43 011 habitants en 2017.

## Données générales
L'aire urbaine de Saumur est composée de 17 communes en 2010, toutes situées en Maine-et-Loire.
L'Saumur en est le pôle urbain.

## Composition
La composition de l'aire urbaine de Saumur est la suivante :
| Nom                     | Code Insee | Statut           | Superficie (km2) | Population (dernière pop. légale) | Densité (hab./km2) |
| ----------------------- | ---------- | ---------------- | ---------------- | --------------------------------- | ------------------ |
| Artannes-sur-Thouet     | 49011      |                  | 6,61             | 410 (2022)                        | 62                 |
| Bellevigne-les-Châteaux | 49060      | commune nouvelle | 35,1             | 3 450 (2022)                      | 98                 |
| Le Coudray-Macouard     | 49112      |                  | 13,4             | 935 (2022)                        | 70                 |
| Courchamps              | 49113      |                  | 6,99             | 530 (2022)                        | 76                 |
| Distré                  | 49123      |                  | 14,72            | 1 812 (2022)                      | 123                |
| Épieds                  | 49131      |                  | 26,99            | 719 (2022)                        | 27                 |
| Parnay                  | 49235      |                  | 6,54             | 377 (2022)                        | 58                 |
| Rou-Marson              | 49262      |                  | 12,66            | 644 (2022)                        | 51                 |
| Saint-Just-sur-Dive     | 49291      |                  | 7,24             | 386 (2022)                        | 53                 |
| Saumur                  | 49328      |                  | 66,25            | 26 074 (2022)                     | 394                |
| Souzay-Champigny        | 49341      |                  | 8,92             | 691 (2022)                        | 77                 |
| Turquant                | 49358      |                  | 7,86             | 569 (2022)                        | 72                 |
| Les Ulmes               | 49359      |                  | 8,1              | 553 (2022)                        | 68                 |
| Varennes-sur-Loire      | 49361      |                  | 22,66            | 1 924 (2022)                      | 85                 |
| Varrains                | 49362      |                  | 3,4              | 1 282 (2022)                      | 377                |
| Verrie                  | 49370      |                  | 16,49            | 459 (2022)                        | 28                 |
| Villebernier            | 49374      |                  | 9,91             | 1 462 (2022)                      | 148                |

## Évolution démographique
| 1968   | 1975   | 1982   | 1990   | 1999   | 2007   | 2012   | 2017   |
| ------ | ------ | ------ | ------ | ------ | ------ | ------ | ------ |
| 43 215 | 44 639 | 45 797 | 45 010 | 44 684 | 43 737 | 43 875 | 43 011 |

## Caractéristiques en 1999
D'après la délimitation établie par l'INSEE, l'aire urbaine de Saumur est composée de 22 communes, toutes situées en Maine-et-Loire. 
4 des communes de l'aire urbaine font partie de son pôle urbain, l'unité urbaine (couramment : agglomération) de Saumur.
Les 18 autres communes, dites monopolarisées, se répartissent entre 16 communes rurales et 2 communes urbaines, qui forment l’unité urbaine de Varrains : Varrains et Chacé.
L’aire urbaine de Saumur fait partie de l’espace urbain de Saumur.
En 1999, ses 47 445 habitants faisaient d'elle la 142e des 354 aires urbaines françaises.
Le tableau suivant indique l’importance de l’aire dans le département (les pourcentages s'entendent en proportion du département) :
| Département    | Communes | Communes (%) | Superficie (km²) | Superficie (%) | Population (1999) | Population (%) |
| -------------- | -------- | ------------ | ---------------- | -------------- | ----------------- | -------------- |
| Maine-et-Loire | 22       | 6,1          | 321,58           | 4,5            | 47 445            | 6,5            |

En 2006, la population s’élevait à 46 833 habitants.